# اکیوتا، هیروشیما
اکیوتا، هیروشیما (به لاتین: Akiōta, Hiroshima) یک سکونتگاه مسکونی در ژاپن است که در استان هیروشیما واقع شده‌است.

## خصوصیات
اکیوتا ۷٬۴۶۳ نفر جمعیت دارد.